# Jock Stein
Pour les articles homonymes, voir Stein.
Cet article possède un paronyme, voir John Stein.
Jock Stein, de son vrai nom John Stein, né à Burnbank (en) (South Lanarkshire, Écosse) le 5 octobre 1922 et mort le 10 septembre 1985 à Cardiff (Pays de Galles), officier de l'Ordre de l'Empire britannique, est un joueur et entraîneur de football écossais.
Il est célèbre pour avoir été le premier entraineur à remporter avec un club britannique, le Celtic FC, la Coupe des clubs champions européens en 1967. Joueur au talent modeste, il connait un certain succès en fin de carrière sous les couleurs du Celtic entre 1951 et 1957, puis connait la gloire comme entraineur du club de Glasgow. Outre la coupe d'Europe, il y remporte en treize saisons vingt-quatre trophées nationaux, dont neuf titres de champion d'affilée. Devenu sélectionneur national, il meurt en 1985 d'une crise cardiaque lors d'un match contre le pays de Galles.

## Biographie

### Carrière de joueur
Né dans un milieu modeste à Burnbank dans le South Lanarkshire, Stein arrête l'école en 1937 et travaille bientôt dans les mines de la région. En 1940, il est proche de prendre une licence avec Burnbank Athletic (en) mais son père le lui interdit. Il rejoint finalement quelque temps plus tard le Blantyre Victoria (en), un autre club de football de la région.
En 1942, il est remarqué par Albion Rovers et fait un test le 14 novembre lors d'un match contre le Celtic FC. Trois semaines plus tard il y signe un contrat semi-professionnel. Bien qu'il soit obligé de poursuivre son activité de mineur pendant la semaine du fait des combats de la Seconde Guerre mondiale, il joue régulièrement, de nombreux joueurs étant mobilisés dans l'armée. En 1943, il est prêté brièvement à Dundee United. Albion Rovers est promu en First Division en 1948. La saison 1948-1949 est difficile : l'équipe ne remporte que trois des trente matchs de championnat et retrouve la deuxième division l'année suivante.
En 1950, Stein rejoint avec d'autres Écossais Llanelli Town, un club du pays de Galles promu en Southern Football League. Il y devient pour la première fois footballeur professionnel à temps plein. En 1951, la candidature du club en Football League est rejetée. Face aux rumeurs persistantes de problèmes financiers, la majorité des Écossais retournent chez eux. C'est le cas de Stein et de sa femme, dont la maison de famille à Hamilton a été cambriolée pendant la saison. Sans contrat, Stein pense alors redevenir mineur.
En décembre 1951, à la demande de l'entraineur de la réserve Jimmy Gribben, le Celtic FC, un des deux clubs les plus prestigieux du pays, le recrute pour 1 200 £. Profitant de blessures parmi les titulaires, il est rapidement appelé en équipe première où il fait immédiatement sa place. Excellent meneur d'hommes, il est promu dès 1952 vice-capitaine de Sean Fallon par l'entraineur Jimmy McGrory. En 1953, le Celtic termine le championnat à une triste 8e place. Il doit uniquement à sa popularité d'être invité à la Coronation Cup, où les coéquipiers de Stein battent de façon surprenante les Anglais d'Arsenal et de Manchester United, puis Hibernian en finale.
Sur la lancée de ce succès, le Celtic, dont Stein est devenu capitaine à la suite de la blessure de Fallon, remporte un inattendu doublé coupe-championnat d'Écosse en 1953-1954, le premier titre de champion depuis 1938 et leur premier doublé depuis 1914. En récompense, les dirigeants offrent aux joueurs un voyage pour la Coupe du monde de football 1954 en Suisse, quelques mois après la fameuse victoire de la Hongrie en Angleterre. Stein y constate les effets de la préparation physique minimale des Écossais et le jeu de passe impressionnants des Hongrois, la meilleure équipe du tournoi. Stein est cette année-là sélectionné en Scottish Football League XI pour un match contre The Football League XI (en), vainqueur 4–0
En 1955, le Celtic termine second du championnat et perd en finale de coupe d'Écosse. Amoindri par des blessures récurrentes à la cheville, Stein arrête sa carrière la saison suivante. Il annonce sa retraite sportive le 29 janvier 1957.

### Carrière d'entraîneur

#### Les débuts
En juillet 1957, Stein se voit offrir la direction de l'équipe réserve du Celtic, qui compte alors plusieurs espoirs comme Billy McNeill, Bobby Murdoch et John Clark. Pour sa première saison sur le banc, Stein remporte la Reserve Cup' face au Rangers FC (8–2 sur les deux matchs). Malgré ce premier succès, Stein se rend compte qu'il n'aura pas sa chance en équipe première du fait de sa religion protestante, quand le Celtic n'a connu jusqu'alors que des entraineurs catholiques, la religion de ses supporters.
Le 14 mars 1960, Stein est nommé entraineur de Dunfermline Athletic, dont l'équipe se bat pour son maintien et n'a plus gagné depuis quatre mois. Stein recrute deux joueurs de Leicester City, Willie Cunningham et Tommy McDonald (en), et remporte ses six premiers matchs. Il fait de Dunfermline une équipe redoutable, avec laquelle il remporte la Coupe d'Écosse en 1961 face au Celtic, après un match d'appui. Ce succès lui vaut d'être contacté par deux plus grands clubs, Newcastle United et Hibernian, mais il rejette leurs offres. La saison suivante, Dunfermline atteint les quarts de finale de la Coupe d'Europe des vainqueurs de coupe et termine 4e du championnat, un classement qui leur offre la qualification pour la Coupe des villes de foires 1962-1963. Dunfermline y élimine les Anglais d'Everton puis rattrape un retard de quatre buts sur les Espagnols de Valence, avant de s'incliner en match d'appui. En février 1964, des rumeurs font état d'un accord entre Stein et Hibernian pour l'été suivant. L'entraineur Walter Galbraith (en) quitte alors brutalement les Hibs. Après la défaite fin mars de Dunfermline en demi-finale de la Coupe d'Écosse, le club libère Stein, qui rejoint immédiatement Hibernian.
Bien que les Hibs disposent d'un plus grand nombre de supporters et d'un plus grand palmarès que Dunfermline, ils traversent une crise grave : 12e, l'équipe se bat pour son maintien. Stein y applique ses méthodes d'entrainement et reconstruit l'équipe. La défense est organisée autour de John McNamee (en), inutilisé au Celtic, et Pat Stanton, l'entrejeu autour de Pat Quinn et Willie Hamilton (en), deux joueurs talentueux mais irréguliers. Hibernian remporte pendant l'été la Summer Cup, le premier trophée du club depuis dix ans. L'équipe réalise un bon parcours en championnat et Stein organise aussi un match de gala face au Real Madrid CF, battu 2-0 à Édimbourg devant 32 000 spectateurs, qui redore le prestige du club. À mi-saison, les dirigeants des Wolverhampton Wanderers l'approchent. Il le fait savoir au président du Celtic, Bob Kelly, dont le projet était de faire de Sean Fallon son prochain entraineur. Kelly lui offre donc le poste d'adjoint, ce que Stein refuse. Stein exige le poste d'entraineur, sans quoi il partirait à Wolverhampton. Malgré les tentatives d'Hibernian de retenir son entrainement, Stein et Kelly officialisent leur accord le 31 janvier. Stein fait alors recruter par le Celtic Bertie Auld de Birmingham City ainsi que Ronnie Simpson, le gardien des Hibs. Il rejoint son nouveau club début mars, après avoir obtenu de Bob Shankly (en), l'entraineur de Dundee, qu'il prenne sa suite. Son dernier match est un quart de finale de coupe d'Écosse victorieux face aux Rangers. Il admettra plus tard que son départ d'Hibernian a été le moment le plus embarrassant de sa carrière.

#### Celtic FC

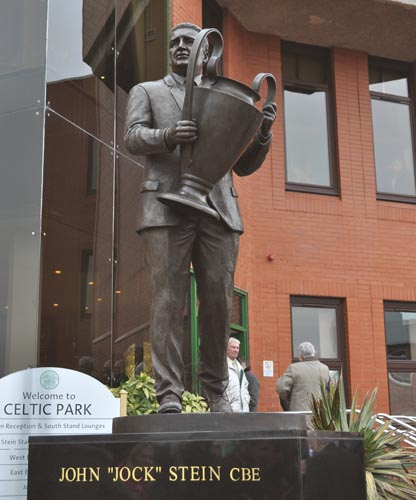
Statue de Jock Stein devant le Celtic Park.

Stein devient le 4e entraineur de l'histoire du Celtic, et donc le premier protestant. Fallon est son adjoint. Le club lutte en championnat où ses résultats sont irréguliers. Le premier match de Stein est une demi-finale de coupe d'Écosse face à Motherwell, une équipe à l'attaque redoutable. Stein prodigue à ses joueurs des directives tactiques telles qu'ils n'en ont jamais connu. Le Celtic est mené deux fois et revient chaque fois au score. En match d'appui, les Hoops l'emportent 3-0 et s'offrent une place en finale face à Dunfermline, vainqueur de Hibernian. Là encore, les hommes de Stein reviennent deux fois à la marque avant que Billy McNeill n'inscrive le but décisif. Stein offre au Celtic son premier titre depuis 1954.
Stein est par ailleurs nommé sélectionneur de l'équipe d'Écosse à temps partiel au printemps 1965, dans le cadre des qualifications pour la Coupe du monde 1966. Après un match nul en Pologne et une victoire contre la Finlande, les Écossais s'inclinent à domicile face aux Polonais en encaissant deux buts en fin de match, ce qui vaut à Stein son lot de critiques. Fin 1965, une victoire sur l'Italie à Hampden Park (1-0) redonne de l'espoir mais les Écossais, diminués par plusieurs absences, s'inclinent au retour (3-0) et se trouvent éliminés.
Pour sa première saison entière, Stein renforce son équipe, composée uniquement de joueurs de la région, avec le recrutement du buteur Joe McBride. Ce dernier va inscrire 43 buts dans la saison. Battu lors du premier Old Firm contre les Rangers, le Celtic prend sa revanche en finale de la Coupe de la Ligue d'Écosse de football. Surtout, il atteint les demi-finales de la Coupe d'Europe des vainqueurs de coupe, où il est battu de justesse par Liverpool, et mène un duel féroce avec les Rangers pour la quête du championnat et en finale de la Coupe d'Écosse. Battu en match d'appui en coupe, le Celtic remporte par contre son premier championnat depuis douze ans.
La deuxième saison de Stein est un véritable triomphe, puisque ses joueurs remportent les cinq compétitions auxquelles ils participent : championnat d’Écosse, Coupe d’Écosse, Coupe de la Ligue, un triplé déjà inédit dans l'histoire du club, Glasgow Cup et surtout la Coupe des clubs champions européens face à l'Inter Milan, tenant du titre. Remporter tous ces trophées la même saison est un exploit inédit en Europe, et remporter la Coupe d'Europe est une première pour un club britannique. L'équipe de Glasgow, surnommée les Lisbon Lions, a déployé pendant la compétition européenne un jeu offensif de grande qualité qui impressionne les observateurs, alors qu'elle ne compte que des joueurs de la région. Son équipe dispute la Coupe intercontinentale 1967 au Racing Club de Avellaneda. Après une victoire chacun, le match d'appui organisé à Montevideo. Six joueurs, dont quatre Écossais, sont expulsés et le Celtic s'incline 1-0.
La saison suivante, le Celtic conserve le championnat et remporte la Coupe de la ligue pour la 3e fois d'affilée. En 1969, il réussit un nouveau triplé national, le second en trois ans. En 1970, il ne laisse à ses concurrents, en l'occurrence Aberdeen FC, que la Coupe d'Écosse. Alors que le Celtic atteint de nouveau la finale de la Coupe d'Europe des clubs champions, perdue cette fois face au Feyenoord Rotterdam, il est fait Commandeur de l'Ordre de l'Empire britannique (CBE).
En 1974, son équipe remporte un neuvième titre de champion d’Écosse d'affilée, un record qui n’est égalé par les Rangers qu'en 1997. Le succès continu devient routinier et provoque la baisse de l'affluence au Celtic Park. Cela conduit aussi la Scottish Football League à réorganiser la compétition à partir de 1975
Stein est victime en 1975 d'un grave accident de voiture, où il aurait pu laisser la vie. Son adjoint Sean Fallon prend en charge l'équipe le temps d'une saison. À son retour, au début de la saison 1976-1977, il remporte un nouveau titre de champion ainsi qu'une nouvelle Coupe d'Écosse, mais faisant face à sa lassitude et aux velléités de départs de ses principaux joueurs (notamment Kenny Dalglish), il organise en 1978 son remplacement par son ancien capitaine Billy McNeill. Alors qu'il espère intégrer la direction du club, la proposition des propriétaires du club le déçoit ; il décide de la rejeter et de quitter le club. Son jubilé est organisé contre Liverpool en août 1978. Stein se retire avec un bilan exceptionnel : sa première Coupe d'Europe, dix championnats d’Écosse, neuf Coupes et six Coupes de la Ligue,.

#### Sélection écossaise
Quelques jours après son jubilé, Stein s'accorde avec le club anglais de Leeds. Le début de saison est correct, en amélioration par rapport aux décevantes années passées, mais l'équipe manque quelques rendez-vous importants et les affluences au stade sont plutôt décevantes. À la suite de la démission du sélectionneur écossais Ally MacLeod, après l'échec de la Coupe du monde 1978, il contacte le journaliste Archie Macpherson pour faire part de son intérêt pour le poste. Le président de Leeds, Cussins, refuse à son entraineur qu'il prenne en charge son équipe nationale, mais ne peut s'opposer à sa démission. Stein ne sera resté en poste à Leeds que 44 jours.
Stein devient sélectionneur le jour de ses 56 ans. Pour son premier match, devant 65 872 personnes, les Écossais l'emportent 3–2 face à la Norvège au Hampden Park. Bien qu'il ait retenu pour ses débuts des joueurs jouant en Angleterre uniquement, il a le projet d'enrichir le groupe avec des joueurs évoluant en Écosse. Il souhaite également bâtir une sélection moins naïve, conservant davantage la possession de balle. Deux défaites face à la Belgique lui ferment les portes à l'Euro 1980. De nouvelles défaites face à l'Irlande du Nord et l'Angleterre lors du British Home Championship valent à Stein d'être abondamment critiqué dans la presse.
Stein parvient finalement à qualifier la sélection écossaise pour la coupe du monde 1982, dont elle n'est éliminée par l'Union soviétique d'Oleg Blokhine et Rinat Dasaev qu'à la différence de buts, après un match épique entre les deux sélections (2-2). Auparavant elle s'était incliné face au Brésil et avait battu la Nouvelle-Zélande, logiquement.
Après l'échec de la qualification pour l'Euro 1984, où les Écossais sont de nouveau devancés par la Belgique, Stein vise la Coupe du monde 1986. Le 10 septembre 1985, l'Écosse obtient à Cardiff face au pays de Galles le match nul (1-1) nécessaire pour disputer un match de barrage contre l'Australie pour une qualification pour la Coupe du monde. Stein, sur le banc, est victime d'une crise cardiaque à la fin du match et meurt quelques minutes plus tard, à 62 ans,,. Stein est incinéré au Linn Crematorium de Glasgow, devant de nombreuses personnalités du football. Sa mort soudaine marque profondément son adjoint Alex Ferguson qui dirige quelques mois plus tard la sélection à la Coupe du monde.
Depuis sa mort, Stein a été introduit au Scottish Sports Hall of Fame et au Scottish Football Hall of Fame (intronisé en 2004 pour ce dernier, lors de son inauguration). Il est élu en 2002 meilleur entraineur de l'histoire du Celtic FC par les supporters et en 2003 meilleur entraineur écossais par The Herald. Lors de la reconstruction du Celtic Park dans les années 1990, une des tribunes est renommée Jock Stein Stand. Le 5 mars 2011, une statue en bronze réalisée par John McKenna est élevée sur le parvis du Celtic Park, figurant Jock Stein portant la Coupe d'Europe 1967.

## Palmarès majeur

### Joueur
Celtic FC
- Championnat d'Écosse (1)
  - Vainqueur en 1954
- Coupe d'Écosse (1)
  - Vainqueur en 1954

### Entraineur
| Dunfermline Athletic - Coupe d'Écosse (1) - Vainqueur en 1961 Hibernian FC - Summer Cup (1) : 1964 | Celtic FC - Coupe des clubs champions européens (1) - Vainqueur en 1967 - Finaliste en 1970 - Championnat d'Écosse (10) - Vainqueur en 1966, 1967, 1968, 1969, 1970, 1971, 1972, 1973, 1974 et 1977. - Coupe d'Écosse (8) - Vainqueur en 1965, 1967, 1969, 1971, 1972, 1974, 1975 et 1977 - Coupe de la Ligue écossaise (6) - Vainqueur en 1966, 1967, 1968, 1969, 1970, 1975 | Écosse - Coupe Stanley-Rous (1) - Vainqueur en 1985 |

### Distinctions personnelles
- 17e meilleur entraîneur de tous les temps par ESPN: 2013[15]
- 29e meilleur entraîneur de tous les temps par World Soccer: 2013[16],[17]
- 34e meilleur entraîneur de tous les temps par France Football: 2019[18],[19],[20]